# Neodiplothele
Neodiplothele – rodzaj pająków z rodziny Barychelidae.
Rodzaj ten opisany został w 1917 roku przez Cândido Firmino de Mello-Leitão. Gatunkiem typowym jest N. irregularis.
Długość ciała tych pająków dochodzi do 5,55–12,3 mm u samców i 7,76–16,75 mm u samic. Nadustek tak szeroki jak długi, a warga dolna szersza niż długa. Prosoma o wyniesionym wzgórku ocznym; przedni rząd oczu wychylony w przód, a tylny nieco odchylony w tył. Na przedniej krawędzi szczękoczułków 6 do 25 krótkich, stożkowatych ząbków tworzy rastellum. Tylno-środkowych kądziołków przędnych brak, natomiast tylno-boczne mają na szczytowym segmencie kilka czopków. Odnóża kroczne samców o pseudoczłonowanych stopach. U samic nadstopia wszystkich nóg oraz golenie dwóch pierwszych ich par wyposażone w scopulae. Zbiornik nasienny samic z dwoma odgałęzieniami wychodzącymi od nasady. Nogogłaszczki samca z dwoma rzędami pierzastych, maczugowatych trichobotrii na cymbium. U N. irregularis, N. fluminensis, N. aureus, N. itabaiana i N. martinsi, tworzących grupę gatunków irregularis, bulbus jest gruszkowaty, a embolus prosty z zakrzywionym wierzchołkiem lub silnie falisty. U N. indicattii, N. picta i N. caucaia, tworzących grupę gatunków picta, bulbus jest kulisty, a embolus długi i bardzo cienki, tylko u N. indicattii lekko pośrodku skrzywiony.
Rodzaj neotropikalny, znany wyłącznie z Brazylii.
Należy tu 8 opisanych gatunków:
- Neodiplothele aureus Gonzalez-Filho, Lucas & Brescovit, 2015
- Neodiplothele caucaia Gonzalez-Filho, Lucas & Brescovit, 2015
- Neodiplothele fluminensis Mello-Leitão, 1924
- Neodiplothele indicattii Gonzalez-Filho, Lucas & Brescovit, 2015
- Neodiplothele irregularis Mello-Leitão, 1917
- Neodiplothele itabaiana Gonzalez-Filho, Lucas & Brescovit, 2015
- Neodiplothele martinsi Gonzalez-Filho, Lucas & Brescovit, 2015
- Neodiplothele picta Vellard, 1924